# Суригао
Суригао (на филипински: Kipot ng Surigaw; на английски: Surigao Strait) е проток във Филипинския архипелаг, свързващ море Минданао на югозапад с Филипинско море на североизток, между островите Лейте и Панаон на запад, Динагат на изток и Минданао на югоизток. Дължината му е около 100 km, минималната ширина – около 22 km. Дълбочината му се мени от 25 до 54 m, на югозапад – до 1000 m. Основните течения са с направление от североизток на запад и югозапад и скорост до 0,5 m/s. Главно пристанище е град Суригао на остров Минданао.